# Ская, Софья Андреевна
Софья Андреевна Аржаковская (известна под псевдонимом Sofya Skya; род. 12 августа 1987, Ленинград) — голливудская и российская актриса кино, российская артистка балета, артист балета, acting coach, основательница Real Art Studio (иммерсивное творческое пространство) и RAS Acting School (школа актёрского мастерства).

## Биография
Родилась 12 августа 1987 года в Ленинграде.
В возрасте девяти лет, увлечённая балетом и современным танцем, поступила в Академию русского балета им. А. Я. Вагановой. В двенадцать лет переехала в Уфу для дальнейшего обучения балету, где окончила хореографическое училище им. Нуреева Получив приглашение Башкирского государственного театра оперы и балета, исполняла сольные партии в постановках: «Лебединое озеро», «Баядерка», «Белоснежка», «Эсмеральда», «Раймонда».
До 2005 года стала победительницей пяти конкурсов красоты. 17 июня 2005 года открывала третий Венский бал в Москве. В том же году одержала победу в конкурсе «Русская грация».
В 2006 году в восемнадцатилетнем возрасте вышла замуж за Сергея Веремеенко, которому на тот момент было 50 лет. В том же году стала обладательницей титула «Миссис мира 2006» (первая в истории конкурса победительница из России).
В 2007 году прошла курс обучения у Келли Райтер повысив уровень английского языка. В этом же году вступила в (гильдию киноактёров США.
В 2008 году стала слушательницей профессиональных курсов по актёрскому мастерству в Лос-Анджелесе в студии Джоан Барон (Joanne Baron) на курсе Лизы Мелилло. Обучалась в студии Ларри Мосса у тренера Мишель Даннер, а обучение вокалу для ролей — у Виды Симон.
В 2009 году сыграла роль отчаянной матери в киноленте «Храброе сердце Ирены Сендлер» режиссёра Джона Кента Харрисона. Исполнила главную роль в экранизации рассказа Эдгара По «Лигейя», где работала с Майклом Стейнингером, Уэсом Бентли. Снялась в российско-американском боевике «Тени в раю», сериале «Центр Внимания», молодёжной комедии «Клуб счастья». В 2013 году сыграла главную роль в фильме «Белый лебедь» режиссёра Роберта Кромби — русскую балерину Майю. Летом на открытии XXVII Всемирной летней Универсиады в Казани исполнила танец в образе царицы Сююмбике. В 2014 году приняла участие в фильме «Оператор реальности» совместно с Иваном Охлобыстиным и Вадимом Демчогом. В последующие годы снялась в американском триллере «My Stepdaughter», драме «Opus of an Angel» режиссёра Али Замани, ужасах «Coven»., триллере «Welcome to Curiosity». В 2019 году вышел фильм «И была война» болгарского режиссёра Анри Кулева, где Ская сыграла одну из главных ролей, Анастасию Головину (прототип Головина, Анастасия Ангеловна).
Основала и руководит иммерсивным творческим пространством Real Art Studio в Москве, на базе которого работает фото и видео продакшн и школа актёрского мастерства RAS Acting School. Ведет активную деятельность как преподаватель Acting coach, в рамках которой занимается профессиональной подготовкой актёров к выходу на площадку по авторской программе на основе своего опыта обучения и работе на съемочных площадках в Голливуде.

## Личная жизнь
Брак с Сергеем Веремеенко, российским политиком (с 2006 по 2018 год). У Софьи есть сын Сергей (род. 10 ноября 2015).
Увлекается верховой ездой, дайвингом. Принимает участие в благотворительных акциях Meet For Charity, Baby Love Ball Натальи Водяновой, Пэтча Адамса, поддерживает общественную организацию «Художественный центр „Дети Марии“». Является амбассадором фонда спасения бездомных животных «Добро вместе».

## Семья
Дед по отцовской линии — виолончелист, Марк Юрьевич Флидерман, концертмейстер Государственного симфонического оркестра России им. Е. Ф. Светланова, соратник Мстислава Ростроповича, Заслуженный артист РСФСР. Бабушка по отцовской линии — арфистка Эмма Владимировна Щетинина, педагог, Заслуженная артистка республики Башкортостан.
Дед по материнской линии — спортсмен Евгений Петрович Аржаковский, судья республиканской категории, основатель школы академической гребли в Молдавии, Заслуженный мастера спорта. Бабушка по материнской линии — спортсменка Людмила Васильевна Курочкина, чемпионка Европы по прыжкам в воду.

## Фильмография
| Год  | Название                                                                                               | роль                       | режиссёр                                          |
| ---- | --- | -------------------------- | ------------------------------------------------- |
| 2005 | Hope for the Addicted                                                                                  |                            | Robert Crombie, Sofya Skya (Софья Ская)           |
| 2009 | Центр Внимания (англ. Limelight (TV Movie)                                                             | Татьяна                    | David Semel                                       |
| 2009 | Храброе сердце Ирены Сендлер (англ. The Courageous Heart of Irena Sendler)                             | Отчаянная мать             | John Kent Harrison                                |
| 2009 | Лигейя (Ligeia)                                                                                        | Лигейя Романова            | Michael Straininger                               |
| 2009 | C.S.I.: Место преступления Нью-Йорк (5 сезон, эпизод «Почва для обмана» (англ. Grounds for Deception)) | Olympia                    | Duane Clark                                       |
| 2010 | Тени в раю (англ. Shadows in Paradise)                                                                 | Саша (Lt. Sasha Villanoff) | J. Stephen Maunder                                |
| 2010 | Клуб счастья                                                                                           | Катя                       | Игорь Калёнов                                     |
| 2013 | Белый лебедь (англ. Assassins Run)                                                                     | Майя                       | Robert Crombie, Sofya Skya (Софья Ская)           |
| 2014 | Coca Cola Commercial                                                                                   | Балерина (Ballerina)       | Salvador Carrasco                                 |
| 2014 | Оператор реальности                                                                                    | Софья                      | Василий Павлов                                    |
| 2014 | Кухня (сериал), 4 сезон                                                                                | эпизод                     | Дмитрий Дьяченко, Жора Крыжовников, Антон Федотов |
| 2015 | My Stepdaughter                                                                                        | Skyla                      | Sofia Shinas                                      |
| 2017 | Opus of an Angel                                                                                       | Erin                       | Ali Zamani                                        |
| 2018 | Добро пожаловать в Кьюриосити (англ. Welcome to Curiosity)                                             | Alina                      | Ben Pickering                                     |
| 2019 | И была война (англ. Once There Was a War, орг. «Имало Една Война»)                                     | Анастасия Головина         | Анри Кулев                                        |
| 2020 | Нартай                                                                                                 | Юлия                       | Гульнара Сарсенова, Дито Цинцадзе                 |
| 2020 | Coven                                                                                                  | Emily                      | Margaret Malandruccolo                            |
| 2023 | Самая большая луна                                                                                     | Вера                       | Алексей Попогребский                              |
| 2023 | Вызов                                                                                                  | Таня, анестезиолог         | Клим Шипенко                                      |